# Hardline (jeu vidéo)
Pour les articles homonymes, voir Hardline.
Hardline est un jeu d'aventure et d'action de science-fiction, développé par Cryo Interactive, édité par Virgin Interactive et sorti en 1996.

## Synopsis
Le jeu se déroule en 1998, aux États-Unis. Une organisation mystérieuse, appelée « la Secte », regroupe des adorateurs, appelés « les Sectoïdes », d'une entité appelée « le Deck ». Cette secte a accumulé un pouvoir et une influence énormes par des méthodes terroristes : elle s'en prend indistinctement à tout ce qui représente l'autorité établie. Ted Irvin, un pilote d'hélicoptère, reçoit un appel de détresse d'une jeune femme réfugiée dans un entrepôt attaqué par les Sectoïdes. Entrainé malgré lui aux côtés des rebelles qui luttent contre la secte, il découvre qu'il est doté de pouvoirs psychiques.

## Système de jeu
Le jeu marie des séquences d'action de type shoot 'em up (et plus précisément de type rail shooter) et des séquences de jeu d'aventure dans un environnement en vision subjective basé sur des vidéos tournées avec des acteurs réels. En mode action, le curseur a la forme d'un viseur, dont l'aspect varie en fonction de l'arme utilisée ; le personnage se déplace automatiquement et le joueur peut se concentrer sur ses ennemis. En mode aventure, le curseur de la souris se transforme en cercle quand une action devient réalisable, et une illustration intérieure précise ce qui est faisable : une main indique qu'il est possible d'interagir avec un objet, des jambes indiquent qu'il est possible d'aller à un endroit, etc.

## Distribution
- David Gregg : Ted Irvin
- David Gasman : Lars
- Patrick Julien : Yssel
- Jim Adhi Limas : Kodo
- Rochelle Redfield : Catherine
- Joseph Rezwin : Morgan
- Richard Voltera : l'Oracle

## Accueil
La moyenne fournie par les agrégateurs de notes reflète la diversité des critiques, oscillant entre appréciation ou rejet : ainsi, le site de Game Revolution donne un A- et déclare que l'ensemble est à considérer comme un divertissement hollywoodien, alors que GameSpot déteste le jeu et écrit en sous-titre « Unfortunately, reading the box was the only thing mind-blowing about Hardline » (c'est-à-dire : « Malheureusement, dans Hardline, seule la lecture du boitier procure un émoi psychologique »).